# Определение прочности на износ в «Лос-Анджелесском барабане»
Испытание на истирание в Лос-Анджелесе (англ. LA abrasion) — североамериканский стандарт для проверки прочности (устойчивости к истиранию и разрушению) строительного заполнителя или гравия и его пригодности для дорожного строительства. Методика испытаний и оборудование определены в публикациях ASTM International ASTM C131 для частиц размером менее 37 мм (1,5 дюйма) и ASTM C535 для размеров более 19 мм (3/4 дюйма); диапазон перекрытия от 19 до 37 мм можно проверить по любому из двух стандартов.
Машина, определенная в стандарте, представляет собой простую шаровую мельницу определенного размера и формы. Стандартная загрузка породы установлена на уровне 2.5 - кг в зависимости от размера частиц. Барабан мельницы имеет одну полку, которая зачерпывает тестовые образцы и стальные шары снизу, поднимает их вверх, а затем роняет, создавая сокрушительный удар. Взаимодействие барабана, стальных шариков и образцов на дне барабана приводит к дальнейшему истиранию и измельчению. Для полного испытания требуется 500 оборотов барабана со скоростью 30–33 оборота в минуту. Затем измельченную пробу отделяют от мелкой пыли на сите, промывают, сушат и взвешивают. Результаты испытаний показывают потерю массы в результате истирания и удара, выраженную в процентах от исходной массы образца. Максимально допустимые потери для основного участка дороги составляют 45%; более требовательный слой поверхности должен составлять 35% или меньше.
Тест был разработан городскими инженерами Лос-Анджелеса в 1920-х годах. Комиссия по шоссейным дорогам Калифорнии обнаружила, что новая методология превосходит установленный тест на истирание Деваля, и приняла тест LA в 1927 году. В 1930-х годах национальные исследования показали, что тест Деваля не коррелирует с послужным списком образцов горной породы. В целом, в то время как рейтинг потерь Лос-Анджелеса менее 40% был надёжным индикатором качества. Федеральный стандарт испытаний на истирание LA был официально принят ASTM в 1937 году. Десятилетия спустя полевые исследования показали, что результаты испытаний LA не всегда коррелируют с реальностью, поэтому инженеры за пределами США разработали различные национальные стандарты. стандарты, такие как французская влажная процедура микро-Деваль или британский стандарт 812.